# 伯彦讷谟祜
伯彦讷谟祜（19世纪?—1891年），博爾濟吉特氏，清朝蒙古王公，内蒙古科尔沁左翼后旗人，僧格林沁之子，繼任扎薩克博多勒噶台親王，諡慎。

## 生平
早年擔任乾清門三等侍衛。
咸豐五年（1855年），擔任科爾沁輔國公。
咸豐十一年，任鑲紅旗護軍統領。同治元年，擔任鑲黃旗護軍統領、右翼前鋒統領。
同治三年，任科爾沁多羅貝勒。
同治四年，年襲科爾沁部扎薩克博多勒噶台親王、任御前大臣學習行走、鑲藍旗漢軍都統。
同治七年，任正黃旗領侍衛內大臣。
同治十年，任正白旗領侍衛內大臣。
光緒元年，任鑲白旗滿洲都統。
光緒二年，任正黃旗領侍衛內大臣。
光緒十年，任正白旗滿洲都統。
光緒十六年，任鑲黃旗領侍衛內大臣。

## 親屬
博爾濟吉特氏，拙赤合撒儿后裔
- 畢啟 (本生祖父)
- 索特納木多布齋 (族祖，嫡祖父)
- 僧格林沁 (父)
- 郎布林沁 (伯父)
- 崇格林沁 (叔父)
- 那爾蘇、溫都蘇、博迪蘇 (子) ;
- 阿穆爾靈圭、阿勒坦鄂齊爾 (孫)